# Херман I фон Хелфенщайн
Херман I фон Хелфенщайн (на немски: Hermann I von Helfenstein; † ок. 1294) е благородник от род Хелфенщайн.

## Произход
Той е син на Вилхелм III фон Хелфенщайн, маршал на Хелфенщайн († сл. 1256) и съпругата му Юта фон Хамерщайн († сл. 1277), сестра на бургграф Фридрих I фон Хамерщайн († ок. 1262), дъщеря на бургграф Йохан I фон Хамерщайн. Брат е на Бенигна, съпруга на Хайнрих фон Пфафендорф и полубрат на незаконните дъщери на баща му – абатиса Имагина, и Беатрикс, влиза в Свещен орден.
Майка му се омъжва втори път сл. 1256 г. за Вилхелм фон Елтц († сл. 1278). Така той е полубрат на Дитрих фон Елтц († сл. 1296).

## Фамилия
Херман I фон Хелфенщайн се жени за Елиза фон Рененберг († сл. 1290), дъщеря на Герхард фон Рененберг († 1270) и Бенедикта Валподе фон дер Нойербург († 1270). Те имат децата:
- Херман II фон Хелфенщайн († 1314), белиф на Монтабаур, женен за Агнес фон Мюленбах († 23 юни 1326)
- Лиза фон Хелфенщайн, омъжена 1320 г. за Петер фон Елтц (* pr. 1311; † pr. 1322)
- Хайнрих I фон Хелфенщайн († между 7 декември 1312 и 22 ноември 1313), господар на Шпуркенбург, женен за Мехтилд фон Браунсберг († 1319), дъщеря на Йохан I фон Изенбург-Браунсберг († 1327) и Агнес фон Изенбург-Гренцау († 1316)
- Вилхелм фон Хелфенщайн, приор в „Св. Кастор“ в Кобленц
- Йохан фон Хелфенщайн
- дъщеря фон Хелфенщайн, монахиня

Той има един извънбрачен син:
- Роберт